# Paranapuã
Paranapuã är en kommun i Brasilien.   Den ligger i delstaten São Paulo, i den södra delen av landet, 600 km sydväst om huvudstaden Brasília. Antalet invånare är 3 815.
Följande samhällen finns i Paranapuã:
- Paranapuá

Omgivningarna runt Paranapuã är en mosaik av jordbruksmark och naturlig växtlighet. Runt Paranapuã är det ganska tätbefolkat, med 65 invånare per kvadratkilometer.